# Katherine Neville
Katherine Neville (San Luis, Misuri, 4 de abril de 1945) es una escritora estadounidense, conocida principalmente por su novela "El ocho", que fue un éxito de ventas mundial, ratificado después con la novela "El círculo mágico".

## Biografía
Katherine Neville nació en Misuri en 1945 y durante años trabajó como vicepresidenta para el Banco de América, y luego trabajó como asesora técnica de instalaciones informáticas tanto para gobiernos como empresas privadas como IBM y Deutsche Bundesbank. Trabajó además en el ámbito de los transportes y en el de energía, además de ser fotógrafa comercial, modelo y pintora. A partir de los ochenta, se convirtió en una de las novelistas más leídas del mundo, merced a su novela "El ocho" (traducción al español de Susana Constante), éxito que volvió a tener con "El círculo mágico" (traducción de Laura Paredes). Riesgo calculado, su primera novela (traducción de Gemma Moral), experimentó también un mayor éxito a raíz de las dos publicaciones anteriores.
En diciembre del 2008, publicó la continuación de El ocho, titulada El fuego (traducción de Anuvela).